# Alfred Klahr
Alfred Klahr, né le 16 septembre 1904 à Vienne (Autriche-Hongrie) et mort en juillet 1944 à Varsovie, est un politologue et journaliste autrichien. Membre du Parti communiste d'Autriche, il participe activement à la résistance contre le nazisme. 

## Biographie
Alfred Klahr naît le 16 septembre 1904 à Vienne. Son père, Salman Klahr, travaille pour l'Israelitische Kultusgemeinde Wien ( « communauté israélite de Vienne »). Pendant sa scolarité, il est membre de l'Association des collégiens socialistes, puis de la Jeunesse communiste. En 1924, il adhère au Parti communiste d'Autriche (KPÖ). Il soutient une thèse de doctorat en sciences politiques en 1928. À la recherche d'un emploi, il effectue un stage de journaliste à la Rote Fahne à Berlin, puis travaille comme rédacteur à la Rote Fahne de Vienne. De 1930 à 1932, Alfred Klahr séjourne à Moscou en tant que représentant de la Jeunesse communiste de Vienne à l'Internationale des jeunes communistes. À son retour, il est chef-rédacteur adjoint et éditorialiste à la Rote Fahne.
Incarcéré en avril 1934 à la suite de la Guerre civile autrichienne, il émigre à Prague après sa libération en décembre de la même année. Membre dirigeant du comité central du KPÖ, il s'emploie à faire paraître la Rote Fahne illégale. Dans la revue théorique du KPÖ Weg und Ziel, il publie en 1937 deux articles qui exposent pour la première fois la théorie d'un développement autonome d'une nation autrichienne,.
Après les accords de Munich et l'invasion de la Tchécoslovaquie par Hitler, il se réfugie à Bruxelles où il dirige temporairement le groupe des émigrants communistes autrichiens. Quand la Belgique est envahie, il est envoyé avec d'autres émigrants vers le sud de la France où il est interné dans le camp de Saint-Cyprien. Il parvient à s'évader en août 1940, franchit illégalement la frontière suisse, muni de faux papiers fournis par le parti au nom de Lokmanis et se joint au mouvement de résistance autrichienne. Il est arrêté par la police suisse à l'été 1941 et remis aux autorités de Vichy qui l'internent au camp du Vernet. Livré aux Allemands, il est transféré au camp de concentration d'Auschwitz fin août 1942. Le groupe de combat d'Auschwitz, dont il est membre, le fait évader du camp fin juin 1944. Il se rend à Varsovie où il est arrêté et fusillé par une patrouille SS.

## La question nationale en Autriche
En mars et avril 1937, Klahr publie dans la revue théorique Weg und Ziel du KPÖ une série d'articles intitulée « Zur nationalen Frage in Österreich ». S'interrogeant si l'Autriche appartient à la nation allemande ou si elle possède une identité nationale propre, il écrit notamment : 

« La conception selon laquelle le peuple autrichien fait partie de la nation allemande est théoriquement infondée. Une unité de la nation allemande, dans laquelle les Autrichiens seraient eux aussi inclus, n'a jamais existé et n'existe toujours pas aujourd'hui. Le peuple autrichien a vécu dans des conditions économiques et politiques autres que le reste des Allemands du Reich et a par conséquent suivi une évolution nationale différente. La question de savoir dans quelle mesure le processus de formation d'une nation distincte s'est développé et si les liens nationaux résultant d'une origine et d'une langue communes sont encore étroits, ne peut trouver de réponse que dans une étude concrète de son histoire. »

## Hommages
En 1979, la Décoration pour services rendus en vue de la libération de l'Autriche est remise à Alfred Klahr à titre posthume. Par contre, la Poste autrichienne ne donne pas suite à une demande émanant d'historiens en 2003 pour l'émission d'un timbre commémoratif.

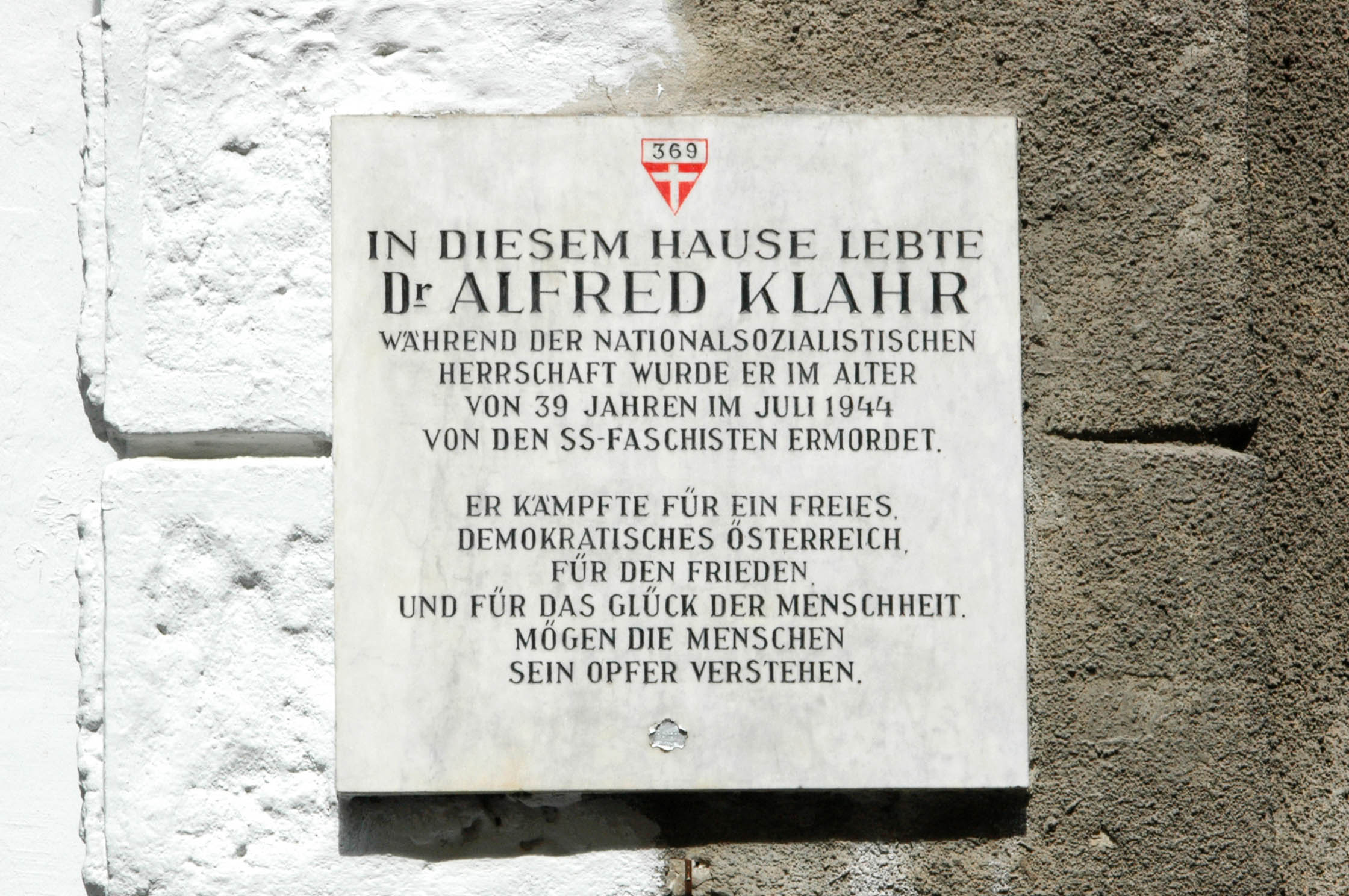
Plaque commémorative Novaragasse 17, Vienne.

En 1953, une plaque commémorative est apposée à Vienne, Novaragasse 17, où Alfred Klahr a vécu.
À l'initiative d'intellectuels proches du KPÖ, la Société Alfred-Klahr, avec son siège à Vienne, est fondée en 1993. Elle administre et conserve les archives et la bibliothèque du KPÖ comme bien culturel national et contribue à la recherche sur l'histoire du mouvement ouvrier par ses propres publications et rencontres.

## Publications
- « Zur nationalen Frage in Österreich », dans Weg und Ziel, sous le pseudonyme de Rudolf. Blätter für Theorie und Praxis der Arbeiterbewegung, no 3, mars 1937, p. 126–133.
- « Zur nationalen Frage in Österreich », dans Weg und Ziel, sous le pseudonyme de Rudolf, no 4, avril 1937, p. 173–181.
- « Gegen den deutschen Chauvinismus! » (débat contradictoire avec Bruno Baum), Auschwitz 1944, Verlag Olga Benario und Herbert Baum, Berlin 1997,  (ISBN 3-932636-13-9)
- Zur österreichischen Nation. Avec une contribution de Günther Grabner à la biographie d'Alfred Klahr, édité par le KPÖ, Globus-Verlag, Vienne 1994.